# عويا
عويا قرية سعودية، تتبع مركز القريع التابع لمحافظة الطائف في منطقة مكة المكرمة. تقع جنوب الطائف بمسافة تقارب (170) كم.

## المناخ
مناخ قرية عويا بارد جاف في فصلي الشتاء والربيع ومعتدل في فصلي الصيف والخريف.